# ملكة جمال الولايات المتحدة الأمريكية 1961
ملكة جمال الولايات المتحدة الأمريكية 1961 (بالإنجليزية: Miss USA 1961)‏ هي النسخة العاشرة من مسابقة ملكة جمال الولايات المتحدة الأمريكية منذ انطلاقتها عام 1952، أقيمت المسابقة في ميامي بيتش بولابة فلوريدا في 13 يوليو 1961. في نهاية الحدث توجت بالمسابقة شارون براون من ولاية لويزيانا ، التي توجت بلقب ملكة جمال الولايات المتحدة الأمريكية ليندا بيمنت. منح فوز براون لويزيانا لقبًا ثانيًا خلال أربع سنوات ، وهي المرة الأولى التي تفوز فيها ولاية بلقبين ملكة جمال الولايات المتحدة الأمريكية (كان لدى يوتا لقبان في عامي 1957 و 1960 ، لكن شارلوت شيفيلد في عام 1957 احتلت في الأصل المركز الأول ، ورثت التاج. بعد تنحية الفائز). بعد يومين من فوزها ، واصلت براون احتلال المركز الرابع في مسابقة ملكة جمال الكون عام 1961.

## النتائج

### المراكز النهائية
| النتائج النهائية                          | المتنافسة |
| ----------------------------------------- | --- |
| ملكة جمال الولايات المتحدة الأمريكية 1961 | - لويزيانا - شارون براون |
| الوصيفة الأولى                            | - كاليفورنيا - باميلا ستيتلر |
| الوصيفة الثانية                           | - نيفادا - كارين ويلر |
| الوصيفة الثالثة                           | - نيويورك - أليكسا كوري |
| الوصيفة الرابعة                           | - ألاباما - سولين روبنسون |
| أفضل 15                                   | - كونيتيكت - فلورنسا ماييت - كنتاكي - مارسيا تشومبلر - ماساتشوستس - إيلين كوسيك - ميشيغان - باتريشيا سكوايرز - ميسيسيبي - مارلين بريتش - نبراسكا - جيل وينستوك - نيو جيرسي - ديان جيرش - رود آيلاند - جوان زيلر - يوتا - جانيت هاولي - فرجينيا الغربية - كاثي مكمانواي |

## المتسابقات
شاركت متسابقات الولايات في مسابقة ملكة جمال الولايات المتحدة الأمريكية 1961:
| - ألاباما - سولين روبنسون - ألاسكا - جودي أونستاد - أريزونا - شيرل أوينز - أركنساس - ميكي لامبرت - كاليفورنيا - باميلا ستيتلر - كونيتيكت - فلورنس ماييت - ديلاوير - نينا لو رينجلر - مقاطعة كولومبيا - باتريشيا برونيت - فلوريدا - بيجي دي فريتاس - جورجيا - باتسي جيدينز - أيداهو - ديلين روسيتر - إلينوي - ديان دافي - إنديانا - جانيس أوليفر - آيوا - ديان أوسترمان - كانساس - ديكسي لي كوك - كنتاكي - مارسيا تشومبلر - لويزيانا - شارون براون - مين - باربرا داير - ماريلاند - جيل باكستر - ماساتشوستس - إيلين كوسيك - ميشيغان - باتريشيا سكوايرز - ميسيسيبي - مارلين بريتش | - ميزوري - جوان روبرتس - نبراسكا - جيل وينستوك - نيفادا - كارين ويلر - نيوهامبشير - إلين ليبسون - نيو جيرسي - ديان جيرسون - نيومكسيكو - جورجي إدواردز - نيويورك - أليكسا كوري - كارولاينا الشمالية - ماري كليبورن - أوهايو - أليس إنجلمان - بنسيلفانيا - جايل نيلسون - رود آيلاند - جوان زيلر - كارولاينا الجنوبية - إيفون كويك - داكوتا الجنوبية - شارون هوفمان - تينيسي - أنيتا أتكينز - تكساس - شيلا واد - يوتا - جانيت هاولي - فيرمونت - سوزان نيلسن - فرجينيا - بوني جونز - فيرجينيا الغربية - كاثي ماكمانواي - ويسكونسن - كارين ريسويبر - وايومنغ - جودي والتون |

## روابط خارجية
- موقع ملكة جمال الولايات المتحدة الأمريكية الرسمي